# ميخائيل ليرمنتوف
ميخائيل يوريفيتش ليرمنتوف (بالروسية: Михаи́л Ю́рьевич Ле́рмонтов) (بالإنجليزية:Mikhail Yuryevich Lermontov) (وُلد في 15 أكتوبر 1814 وتوفي في 27 يوليو 1841) أديب روسي رومانتيكي يُدعى أحياناً "شاعر القوقاز. أحد أهم الشعراء الروس بعد وفاة ألكساندر بوشكين.

## نشأته
ولد ليرمنتوف في موسكو في عام 1814 لعائلة من طبقة النبلاء. ولم يبلغ ليرمنتوف الثالثة من عمره عندما توفيت والدته ماريا ميخايلوفنا في عام 1817 فاحتضنته جدته في ضيعة تارخاني في مقاطعة بينزا. وقد حصل ميخائيل على تعليم رائع حيث سافر إلى موسكو في عام 1827 ليلتحق بمدرسة داخلية للنبلاء تابعة لجامعة موسكو. وفي تلك الفترة بالذات بدأ ليرمنتوف بكتابة الأشعار، وباشر بكتابة قصيدة «الشيطان» في عام 1829. وفي عام 1831 توفي والد ليرمنتوف يوري بيتروفيتش عن 44 عاما فقط. وفي الفترة من عام 1830 ولغاية عام 1832 درس ليرمنتوف في جامعة موسكو، ولكنه ارتحل إلى بطرسبورغ بعد أن فشل في العثور على ما يلبي به متطلباته. أما في بطرسبورغ فقد التحق بالمدرسة العسكرية ليتخرج منها في عام 1834 وينتسب إلى صفوف الحرس الإمبراطوري. وفي الوقت الذي خدم فيه ليرمنتوف ضابطا في «القرية القيصرية» لم ينقطع عن القراءة وكتابة القصائد.

## أعماله الأدبية
كتب ليرمنتوف وهو متأثر بمصرع شاعر روسيا العظيم ألكساندر بوشكين في مبارزة غامضة في عام 1837 قصيدة «موت شاعر» التي حفظها ورددها المعاصرون. لقد أدى احتجاج ليرمنتوف على مقتل الشاعر في شهر فبراير 1837 إلى إثارة غضب السلطات التي قررت اعتقاله ونفيه إلى منطقة القوقاز بعد إجراء تحقيق معه عقابا على قصيدته التي تداولها الناس في جميع أنحاء روسيا
وفي منفاه البعيد مارس ليرمنتوف إلى جانب كتابة الأشعار الرسم بالألوان المائية والزيتية وأبدع الكثير من اللوحات الجميلة المعبرة
وتمكن ليرمنتوف من العودة إلى مدينة بطرسبورغ بفضل مساعي جدته وشفاعة الشاعر فاسيلي جوكوفسكي. وفي العاصمة (بطرسبورغ) انضم ليرمنتوف إلى حلقة أرستقراطية من الشباب العسكريين وتقرب من أعضاء هيئة تحرير مجلة "المذكرات الوطنية
وفي عام 1840 استطاع مناهضو ليرمنتوف أن يدفعوه إلى المشاركة في مبارزة مع ابن السفير الفرنسي بارانت من تدبيرهم فقررت السلطات نفيه مرة أخرى إلى القوقاز. ورفض القيصر نيقولاي الأول تكريم ليرمنتوف على الرغم من الشجاعة الفائقة التي أبداها في ساحة القتال. وبعد عودته من الإجازة توقف ليرمنتوف في بياتيغورسك للعلاج. وفي هذه المنطقة تشاجر الشاعر مع زميله في الدراسة مارتينوف وقتل في مبارزة معه في أواخر يوليو 1841
ورغم الفترة القصيرة التي قضاها ليرمنتوف في عمله الأدبي والتي لم تتجاوز 13 سنة، والحياة الصاخبة التي عاشها في منطقة القوقاز إلا أنه تمكن من كتابة الكثير من القصائد الجميلة، ومنها «أسير القوقاز»، و«الشركسي»، و«الخريف»، و«الشراع»، و«القرصان»، و«النخلات الثلاث»، و«النبي»، و«الخنجر»، و«الشاعر»، و«الشيطان». كما كتب ليرمنتوف مسرحيتي «حفلة تنكرية»، و«الشقيقان». وأبدع ليرمنتوف رواية «بطل من زماننا» التي اشتهر بها في جميع أنحاء العالم، وأثبت من خلالها بأنه دخل تاريخ الأدب الروسي والعالمي ليس كشاعر عملاق فقط بل وكناثر لامع ومؤلف مسرحي بارز
وعندما ظهرت رواية «بطل زماننا» في مكتبات مدينة سانت بطرسبورغ حظيت برواج سريع لأن المعاصرين كانوا راغبين في معرفة الشخص الذي وصفه ليرمنتوف بأنه بطل هذا الزمان.ومنذ أن رأت رواية «بطل زماننا» النور أعيد طبعها مرات لا تحصى باللغة الروسية ولغات شعوب الاتحاد السوفيتي السابق، وترجمت إلى جميع لغات العالم تقريبا
وحاول ليرمنتوف الذي لم يتجاوز عندما كتب هذه الرواية الخامسة والعشرين من عمره أن يرسم صورة واقعية لأبناء جيله فتركت روايته أثرا عميقا في حياة الكثير من الأجيال التالية. وقال ليرمنتوف في مقدمة روايته: "إن «بطل زماننا» ليست صورة لرجل واحد، بل صورة تضم رذائل جيلنا كله.. وإذا قال أحد إن الأخلاق لن يجني من ذلك خيرا، فلا تتعجلوا، فطالما غذي الناس بالحلوى حتى فسدت معدتهم. ويجب عليهم الآن أن يتناولوا العقاقير المرة، وأن يتقبلوا الحقائق اللاذعة.. لقد أردت على سبيل التفكه أن أرسم صورة لإنسان هذا العصر كما فهمته، وكما رأيته في أغلب الأحيان
ويذكر أن الناقد الأدبي الروسي الكبير فيساريون بلنسكي كتب بعد أن تناهى إليه نبأ مقتل الشاعر ليرمنتوف: «نستقبل طبعة جديدة لرواية «بطل زماننا» بدموع حارة على خسارة الأدب الروسي بموت ليرمنتوف». كما قال بيلينسكي أيضا: «لقد ظهرت في روسيا موهبة جديدة قوية – ليرمنتوف.. ويبدو لي أنه سيظهر في هذا الفتى شاعر روسيا الثالث، وأن بوشكين لم يمت دون أن يترك وريثا له (الشاعر الثالث بعد ديرجافين وبوشكين).. ومن الواضح أن ليرمنتوف شاعر عصر آخر، وأن شعره حلقة جديدة في سلسلة التطور التاريخي لمجتمعنا». أما الكسندر غيرتسين فقد أكد أن ليرمنتوف ينتمي إلى جيلنا بشكل كامل

## وصلات خارجية
- ميخائيل ليرمنتوف على موقع IMDb (الإنجليزية)
- ميخائيل ليرمنتوف على موقع الموسوعة البريطانية (الإنجليزية)
- ميخائيل ليرمنتوف على موقع ميوزك برينز (الإنجليزية)
- ميخائيل ليرمنتوف على موقع إن إن دي بي (الإنجليزية)
- ميخائيل ليرمنتوف على موقع قاعدة بيانات الفيلم (الإنجليزية)
- صفحة ميخائيل ليرمنتوف على موقع أبجد
- صفحة اقتباسات ميخائيل ليرمنتوف على  موقع أبجد